# Esperanza, Dominikanska republiken
Esperanza är en ort i Dominikanska republiken.   Den ligger i provinsen Valverde, i den centrala delen av landet, 160 km nordväst om huvudstaden Santo Domingo. Esperanza ligger 113 meter över havet och antalet invånare är 42 169.
Terrängen runt Esperanza är platt åt sydväst, men åt nordost är den kuperad. Runt Esperanza är det ganska tätbefolkat, med 222 invånare per kvadratkilometer. Närmaste större samhälle är Mao, 10,4 km väster om Esperanza. Trakten runt Esperanza består till största delen av jordbruksmark.